# 연방노동법원
연방노동법원(Bundesarbeitsgericht, BAG)은 독일의 노동법원이다.    
관할권에 따라 연방최고법원이 다원화되어 있는 독일에서 연방재판소, 연방재정법원, 연방행정법원, 연방사회보장법원 등과 함께 독일에서 연방차원의 최고 법원을 이루는 5개 기관의 하나이다. 
이름에서 알 수 있듯이 연방노동법원은 독일의 노동관할 재판의 최종심 법원의 기능을 수행한다. 

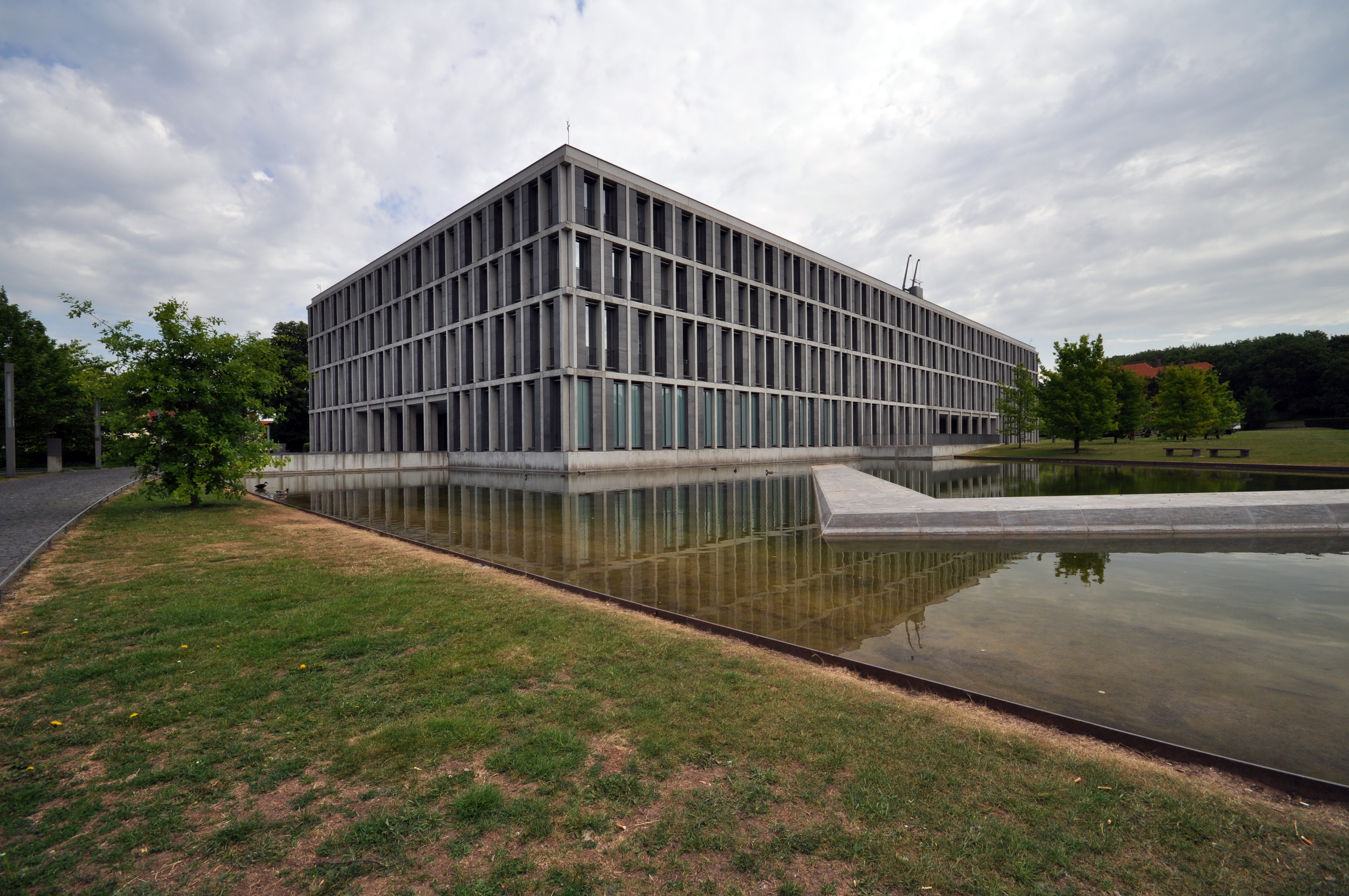
독일 연방노동법원 이미지

연방노동법원은 튀링엔 주의 주도 에르푸르트(Erfurt)에 위치해 있다. 참고로 독일은 연방국가이자 비교적 지방분권이 활성화되어 있는 국가로, 이를 보여주듯 연방차원의 최고 기관 혹은 상위 기관이 수도 베를린 외에도 독일 전역에 분산되어 위치해 있다. 다른 관할의 연방최고법원 역시 각지에 분산되어 있다.

## 임무

### 연방노동법원의 임무
연방노동법원의 임무는 노동법의 영역에 관하여 사법(司法)의 통일성을 보장하는 것이다. 이때 기존의 노동법 영역에 대한 사법적 판단 뿐만 아니라 입법자가 의식하지 못하고 법규를 제정하지 못하였거나 법의 세부사항에서 의도적으로 법원에 위임한 영역들에 대한 권리를 보완하는 것 역시 연방노동법원의 임무에 속한다. 

### 상고심의 수행

##### 상고의 제기 및 주노동법원의 상고허가
연방노동법원은 주노동법원(Landesarbeitsgericht)들의 판결에 대한 상고에 대해 판단한다. 상고 제기는 원칙적으로 주노동법원에서 허가를 받아야만 한다(노동법원법 제72조 제1항). 고려의 대상이 되는 허가 이유는 노동법원법 제72조 2항에 따라 원칙적으로 판단의 중요성을 지닌 법률 문제, 동급 혹은 상위의 다른 재판 기관이 내린 판결에서의 이탈, 절대적 상고 이유,  법적 주의의무보장의무에 대한 결정적인 위반 등이 있다. 
이때 주노동법원이 상고를 허가하지 않은 경우, 불허에 대한 항고를 제기할 수 있으며, 이에 대해선 연방노동법원이 판단한다. 불허결정에 대한 항고가 인용되는 경우, 상고 제기는 허가된다. 주노동법원의 판결들에 대해서는 연방노동법원에 소원을 제기할 수 있으며, 이는 상고와 동일한 요건 하에 허가되어야 한다. 
예외적인 사건들에선 당사자들이 합의한 경우 1심 노동법원의 판결에 대해 바로 연방노동법원에서 다툴 수 있다. 임금협약에 대한 소송, 노동쟁의 관련 조치, 결사의 자유에 관한 문제 등이 대표적이다. 

##### 상고의 판단
모든 상고심 법원이 그렇듯 연방노동법원 역시 원칙적으로는 사실관계에 판단을 다루지 않으며, 법리적인 오류가 없는지에 초점을 두고 이의가 제기된 판결들을 검토한다. 상고 제기에 이유가 없다고 판단되는 경우 상고는 기각되며, 해당 판결은 효력을 갖는다. 반면, 상고에 이유가 있다고 판단되면 연방노동법원은 해당 판결에서 판결의 근거로 요구되는 사실 관계들이 이미 밝혀진 경우 해당 판결을 수정할 수 있다. 그러나 판결에 있어 결정적인 사실관계들이 누락되어 있는 경우 해당 소송은 주노동법원에서 다시 재판을 받도록 환송된다.  

## 조직 및 구성

### 조직

#### 재판부 구성
연방노동법원은 다수의 재판부(Senat)로 구성되어 있으며, 각각의 재판부에는 3~4명의 전문재판관이 존재한다. 재판부의 수는 연방노동사회부가 연방법무부와의 합의를 통해 결정한다(노동법원법 제41조). 각 재판부는 매년 발표되는 업무분담계획에 따라 서로 다른 종류의 사건들을 맡게 된다. 

##### 제1재판부

###### (소속 재판관)
- 재판장 : 연방노동법원장 I. Schmidt
  - 제1배석재판관 K. Schmidt
  - 제2배석재판관 Dr. Ahrendt

##### 제2재판부

###### (소속 재판관)
- 재판장 : Prof. Dr. Koch
  - 제1배석재판관 Rachor
  - 제2배석재판관 Dr. Niemann
  - 제3배석재판관 Dr. Schlünder

##### 제3재판부

###### (소속 재판관)
- 재판장 : Dr. Zwanziger
  - 제1배석재판관 Prof. Dr. Spinner
  - 제2배석재판관 Dr. Roloff
  - 제3배석재판관 Dr. Günther-Gräff

##### 제4재판부

###### (소속 재판관)
- 재판장 : Prof. Dr. Treber

- 제1배석재판관 Reinfelder
- 제2배석재판관 Dr. Rinck
- 제3배석재판관 Klug

###### (관할 업무)
임금협약법; 개별 고용관계에 대한 임금협약의 포괄적 적용 가능성 판단; 사업장 내 임금협약의 적용 가능성 판단; 분류, 상향분류, 분류변경, 하향분류

##### 제5재판부

###### (소속 재판관)
- 재판장 : 연방노동법원 부원장 Dr. Linck

- 제1배석재판관 Dr. Biebl
- 제2배석재판관 Berger
- 제3배석재판관 Dr. Volk

###### (관할 업무)
자연적 급여 및 근로시간계좌를 포함한 임금의 청구; 급여의 수령 지체, 임금의 계속 지급; 모성 보호, 최저임금; 타재판부의 관할에 속하지 않는 모든 소송 및 절차

##### 제8재판부
변상, 손해배상, 위약금; 경쟁법; 대리점법; 강제집행법

#### 재판관 구성 및 선출

##### 재판관 구성
- 노동법원법 제41조 (구성, 재판부) 독일 연방노동법원은 법원장, 필요한 수의 재판장, 직업법관인 배석판사 및 명예직판사로 구성된다.

## 근거 및 관련 법령
- 노동법원법(Arbeitsgerichtsgesetz, ArbGG)

## 주요 판결

### 플랫폼 종사자의 근로자 지위 인정 판결 (2020년 12월 1일)[1]

##### [개요]
- 플랫폼 노동자인 '크라우드 워커'가 근로자로서의 법적 지위를 지닌다고 판결함[2]

- 이에 앞서 2019년 12월 4일 뮌헨 주노동법원의 플랫폼 종사자들을 근로자로 볼 수 없다는 판결[3]을 뒤집음

##### [판결요지[4]]
1. 근로관계와 자영업자의 법률관계는 의무자의 인적종속성의 정도에 따라 구별된다. 근로자는 인적종속성 하에 지시에 구속되어 타인의 결정에 따른 노무를 수행한다. 지시구속성과 타인결정성은 밀접하게 연관되어 있으며 부분적으로 중첩되는 개념이다.
2. 지시구속성과 타인결정성은 상이한 방식으로 표시될 수 있다. 위임인에 의하여 형성된 조직구조 또한 피용자에 대해 구체적인 지시행위가 필요 없이도 그 구조에 따른 실질적 의무를 통해 의욕하는 사태를 발생시킬 수 있다.
3. 피용자가 명시적으로 이뤄진 합의에서 벗어나 실질적으로 지시종속적‧타인결정적인 노무를 수행한다는 실질적인 계약의 실행이 입증된다면, 이는 법규명령과 상관없이 계약에 대한 표시로서 효력이 있다. 연방민법 제611조a 제1항 6문은 계약의 표시와 실행의 모순을 후자를 인정하여 해소한다.
4. 온라인플랫폼의 이용자가 당사자가 된 합의에 기초한 온라인플랫폼이용자(크라우드워커)에 의한 소규모위임(마이크로잡)의 실질적인 실행은 연방민법 제661조a 제1항 5문의 범위 안에서 근로관계로서의 법률관계의 요건을 갖춘 것으로 판명될 수 있다. 이러한 맥락에서 근로관계의 존재는 특히 크라우드워커가 인적인 이행의 실현 의무를 지며, 의무로 부여된 행위가 독점권에 따라 단순히 부과되며 그 이행은 내용적으로 주어지는 것일 뿐 아니라 온라인플랫폼의 구체적 이용을 통한 위임행위가 크라우드소싱 업체에 의해 타인결정적으로 조종된다는 것을 의미한다.

1. ↑  ““플랫폼 노동자는 근로자”···독일연방노동법원서 최초 판결”. 2021년 1월 27일에 확인함.
2. ↑  LTO. “BAG: Crowdworker war ein Arbeitnehmer” (독일어). 2021년 1월 27일에 확인함.
3. ↑  LTO. “LAG München: Crowdworker sind keine Arbeitnehmer” (독일어). 2021년 1월 27일에 확인함.
4. ↑  BAG NZA 2021, 552